# Resultados do Carnaval de São Paulo em 1980
Esta página contém os resultados do Carnaval de São Paulo em 1980.

## Escolas de samba

### Grupo 1
Classificação
Os desfiles do Grupo 1 ocorreram no dia 17 de fevereiro de 1980.
| Legenda: Campeã Rebaixada |

| Col. | Escola                 | Enredo                                     | Pontos |
| ---- | ---------------------- | ------------------------------------------ | ------ |
| 1    | Mocidade Alegre        | Embaixada de Sonho e Bamba                 | 95,00  |
| 2    | Camisa Verde e Branco  | Acima de Tudo Mulher                       | 95,00  |
| 3    | Vai-Vai                | Orgulho da Saracura                        | 94,00  |
| 4    | Rosas de Ouro          | Tudo é Brasil                              | 81,00  |
| 5    | Nenê de Vila Matilde   | Magnitude de uma Raça                      | 76 ,00 |
| 6    | Pérola Negra           | Século da Paz                              | 76,00  |
| 7    | Imperador do Ipiranga  | Eternas Melodias ou Carnaval de Ontem      | 69,00  |
| 8    | Barroca Zona Sul       | Monomotapa - Reino Bantu                   | 65,00  |
| 9    | Unidos do Peruche      | Fábulas Fabulosas                          | 64,00  |
| 10   | Paulistano da Glória   | Que Gente é Essa                           | 56,00  |
| 11   | Príncipe Negro         | Cultura, Divindades e Tradições de Um Povo | 4,00   |
| 12   | Acadêmicos do Ipiranga | Dona Beija, Feiticeira de Araxá            | -47,00 |

### Grupo 2
Os desfiles do Grupo 2 ocorreram no dia 18 de fevereiro de 1980.
Classificação
| Legenda: Promovida Rebaixada |

| Col. | Escola                      | Enredo                                          | Pontos |
| ---- | --------------------------- | ----------------------------------------------- | ------ |
| 1    | Cabeções de Vila Prudente   | Crenças Fantásticas                             | 86,0   |
| 2    | Renascença da Lapa          | Amor, Amor                                      | 85,0   |
| 3    | Império do Cambuci          | A Bahia na Visão de Carybé                      | 81,0   |
| 4    | Colorado do Brás            | O Circo Chegou                                  | 78,0   |
| 5    | Flor da Vila Dalila         | A Casa da Mina                                  | 76,0   |
| 6    | Tom Maior                   | Brasil, Sua Moda, Seu Costume em Quatro Séculos | 69,0   |
| 7    | Águia de Ouro               | Raízes da Amizade                               | 69,0   |
| 8    | Unidos de Vila Maria        | Carro de Boi                                    | 68,0   |
| 9    | Falcão do Morro Itaquerense | Os Mitos da História com Lirismo e Amor         | 62,0   |
| 10   | Morro da Casa Verde         | O Guarani                                       | 46,0   |
| 11   | Filhotes da X-9             | Pandeiro Maravilhoso, "Russo do Pandeiro"       | 14,0   |
| 12   | Acadêmicos do Tatuapé       | Cidadão Samba                                   | -13,0  |

### Grupo 3
Os desfiles do Grupo 3 ocorreram no dia 16 de fevereiro de 1980.
Classificação
| Legenda: Promovida Rebaixada |

| Col. | Escola                              | Enredo                                 | Pontos |
| ---- | ----------------------------------- | -------------------------------------- | ------ |
| 1    | Acadêmicos do Tucuruvi              | Gigante das Artes                      | 90,0   |
| 2    | Prova de Fogo                       | Vida de Caboclo                        | 76,0   |
| 3    | Passo de Ouro                       | Brasil, Terra da Gente                 | 73,0   |
| 4    | Primeira de Vila Carolina           | Carnaval no Tempo da Vovó              | 72,0   |
| 5    | Levanta Poeira                      | Carnaval da Natureza                   | 71,0   |
| 6    | Império Lapeano                     | Naiá, Estrela das Águas                | 69,0   |
| 7    | Primeira do Itaim Paulista          | Brasil Romântico                       | 68,0   |
| 8    | Fio de Ouro                         | Iracema, A Virgem dos Lábios de Mel    | 65,0   |
| 9    | Aristocratas do Tucuruvi            | Jardim da Vida                         | 64,0   |
| 10   | Flor da Penha                       | O Mundo Encantado de Maurício de Souza | 62,0   |
| 11   | Mocidade Independente da Zona Norte | O Mundo Adivinhação                    | 46,0   |
| 12   | Folha Azul dos Marujos              | A Lenda do Jogo de Búzios              | 22,0   |

### Grupo 4
Os desfiles do Grupo 4 ocorreram no dia 16 de fevereiro de 1980.
Classificação
| Legenda: Promovida Desclassificada |

| Col. | Escola                     | Enredo                                                  | Pontos |
| ---- | -------------------------- | ------------------------------------------------------- | ------ |
| 1    | Estrela de Prata           | As Quatro Estações do Ano                               | 85,0   |
| 2    | Diplomatas de São Miguel   | Tempos Dourados na Primavera                            | 71,0   |
| 3    | Cachoeira Império do Samba | Exaltação à Freguesia do Ó                              | 60,0   |
| 4    | Dragões de Vila Alpina     | Os Caetés na Guerra dos Emboabas                        | 60,0   |
| 5    | Imperiais do Real Parque   |                                                         | 53,0   |
| 6    | Lavapés                    | São Paulo se Diverte                                    | 48,0   |
| 7    | Caprichosos da Liberdade   | Reverenciando os Baluartes da Música Popular Brasileira | 45,0   |
| 8    | Corujas de Vila Esperança  | Jardim Encantado                                        | 41,0   |
| 9    | Unidos da Galvão Bueno     | Passado Presente do Bairro da Liberdade                 | 25,0   |
| 10   | Unidos do Bom Retiro       | Encantos da Bahia                                       | 18,0   |
| 11   | Uirapuru da Mooca          |                                                         | 11,0   |
| --   | Ermelinense                | Brasil Tropical                                         | ---    |